# Termenei bei Wilhelmshausen
Die Termenei bei Wilhelmshausen ist ein FFH- und Naturschutzgebiet in der hessischen Gemeinde Fuldatal im Landkreis Kassel.

## Allgemeines
Das Naturschutzgebiet mit der Gebietsnummer 1633017 ist 27,95 Hektar groß. Es ist praktisch deckungsgleich mit dem gleichnamigen FFH-Gebiet. Das Naturschutzgebiet ist vollständig vom Landschaftsschutzgebiet „Unteres Fuldatal“ umgeben, das es im Geltungsbereich der Naturschutzverordnung ersetzt. Das Gebiet steht seit dem 12. Oktober 1987 unter Naturschutz.

## Beschreibung
Das Naturschutzgebiet liegt nordöstlich von Kassel im Südwesten des Naturparks Reinhardswald. Es umfasst Reste einer früher ausgedehnten Heidelandschaft am Rand des Reinhardswaldes. Die aus anthropogener Nutzung als Huteweide entstandene Heidelandschaft, die in der ersten Hälfte des 20. Jahrhunderts zeitweise als Truppenübungsplatz bzw. Übungsgelände der Landespolizeischule genutzt wurde, umfasste in den 1940er-Jahren noch um die 100 Hektar. Große Teile wurden Ende der 1940er-Jahre überwiegend mit Fichten aufgeforstet. Das Gebiet ist heute eines der letzten zusammenhängenden Heideflächen in Nordhessen.
Die Heide auf überwiegend trockenen Standorten wird von Besenheide dominiert. Dazu gesellen sich unter anderem Dünnblättriger Schafschwingel, Borstgras, Harzer Labkraut, Hohes Fingerkraut, Feldhainsimse, Dreizahn sowie Drahtschmiele, Pillensegge, Rotschwingel, Rotes Straußgras, Gewöhnliches Habichtskraut und Heidelbeere. Nur kleinflächig sind in einer Senke feuchte Standorte zu finden. Hier siedeln neben Besenheide unter anderem auch Sumpfhornklee, Flatterbinse und Sparrige Binse. Teilflächen des Naturschutzgebietes sind bewaldet, hier stocken beispielsweise Kiefer, Fichte, Lärche, Eiche, Birke, Faulbaum und Salweide. In der feuchten Senke ist die Ohrweide zu finden. Stellenweise sind Gehölze in die Heide eingebettet. Kleinflächig stockt Hainsimsen-Buchenwald mit zum Teil alten Buchen. Daneben stocken Traubeneiche, Gemeine Hainbuche und Bergahorn. In der nur spärlich entwickelten Krautschicht siedeln in erster Linie Drahtschmiele, Waldsauerklee und Wellenblättriges Katharinenmoos. Im Süden des Naturschutzgebietes liegen Grünlandflächen innerhalb des Naturschutzgebietes. Hier siedeln unter anderem Gewöhnliches Ferkelkraut, Kleines Habichtskraut, Feldhainsimse, Vielblütige Hainsimse sowie Rainfarn und Stumpfblättriger Ampfer.
Das Naturschutzgebiet ist Lebensraum unter anderem für Waldeidechse, Schlingnatter, Baumpieper, Sandbienen und verschiedenen Heuschreckenarten, darunter Gefleckte Keulenschrecke und Heidegrashüpfer, und Ameisen. Kleine Tümpel sind Laichhabitate der Kreuzkröte.
Die Heideflächen im Naturschutzgebiet werden zur Pflege mit Schafen beweidet. Außerdem sind Entkusselungsmaßnahmen zum Zurückdrängen von Gehölzen und das Abplaggen zur Verjüngung der Heide nötig. Durch das Gebiet verlaufen mehrere Wanderwege. Das Naturschutzgebiet grenzt teilweise an landwirtschaftliche Nutzflächen. Ansonsten ist überwiegend von bewaldeten Flächen umgeben. Im Süden grenzt es an eine Landesstraße.